# Сражение при Пералонсо
Сражение при Пералонсо (исп. Batalla de Peralonso) — сражение, произошедшее 15 и 16 декабря 1899 года во время Тысячедневной войны в Колумбии, между войсками либералов под командованием генерала Рафаэля Урибе Урибе и правительственными войсками генерала Висенте Вильямисара.
С началом гражданской войны 18 октября 1899 года правительство консерваторов Мануэля Антонио Санклементе направило большую часть национальной армии в департамент Сантандер, где была сосредоточена большая часть либеральных сил.
12 и 13 ноября либералы попытались захватить Букарамангу, но получили отпор со стороны правительственных войск генерала Висенте Вильямисара, в результате чего погибло 1000 человек. После этой победы военный министр Хосе Сантос приказал генералу Вильямисару отступить, в то время как Урибе Урибе реорганизовал свои разгромленные силы в Кукуте, где он соединился с отрядами генералов Хусто Дюрана и Бенхамина Эрреры. Когда правительственная армия двинулась на Кукуту, она вынудила либералов отступить к холму Серро-Тасахеро, где они простояли до 13 декабря, который затем тайно покинули, чтобы спастись от подходивших правительственных войск, но столкнулись с ними в месте, известном как Ла-Амарилья или Рио-Пералонсо.
Противники вырыли окопы по обе стороны реки. Либералы заняли западный берег реки, а националисты — восточный. Хотя Пералонсо был достаточно мелководным, чтобы солдаты могли его перейти, из-за дождя уровень воды увеличился, и единственным местом мог стать мост Ла-Лаха, небольшой подвесной мост через реку. Две армии в течение дня вели безрезультатную перестрелку. Однако позиции правительственных войск были более благоприятными, так как они могли укрыться за каменным забором и стрелять по другому берегу. В результате либералы, пытаясь захватить мост Ла-Лаха, не смогли отбросить правительственные войска и понесли большие потери.

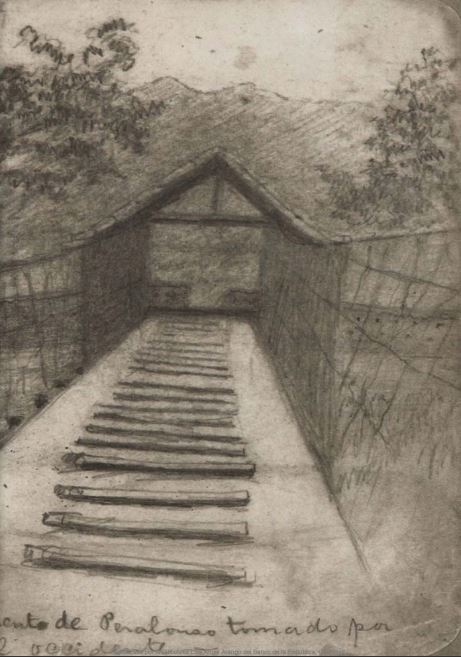
Эскиз моста Ла-Лаха, по которому атаковал Рафаэль Урибе Урибе.

Утром 16 декабря правительственные силы попытались перейти через реку к югу от моста Ла-Лаха по другом мосту, в Каймито. Эта атака не удалась, но в 9:00 утра к передовым силам подоспели основные силы правительственной армии. Это дало значительное преимущество и позволило им медленно оттеснять либералов, ранив при этом Эрреру в ногу. В 12:00 правительственный батальон переправился через Пералонсо в Амарилье, к северу от моста Ла-Лаха, и сумел продвинуться к Ла-Сулите, но, отказавшись от атаки, вернуться на свои позиции на фланге.
Решающий момент наступил в 16:30, когда Урибе и небольшая группа из 10–14 человек пешком перешли через мост Ла-Лаха. Защитники не смогли оказать серьезного сопротивления и покинули свои позиции. Вслед за передовым отрядом через мост Ла-Лаха двинулись остальные войска либералов и завязали перестрелку, что стало полной неожиданностью для противника. Паника охватила правительственных солдат, которые бросали оружие и покидали свои позиции. Либералы преследовали до наступления темноты.
Победа при Пералонсо стала одной из важнейших побед либералов и положила конец серии поражений в начале Тысячедневной войны. Она дал повстанцам столь необходимые боеприпасы, которые правительственные солдаты оставили на поле боя во время бегства. Однако либералы не воспользовались победой и из-за соперничества между своими лидерами промедлили с наступлением, позволив правительству подавить пролиберальное восстание в Антьокии, которое началось 1 января 1900 года и было вдохновлено победой при Пералонсо.